# Collina materana
La zona geografica della collina materana  comprende una vasta zona che va dal centro-est della Basilicata ed arriva a ridosso della Piana di Metaponto. Si estende per circa 2.000 km² nella provincia di Matera.

## Alta Collina
Comprende le comunità montane del Medio Basento e Collina Materana con un'altezza che varia dai 600 ai 1.500 metri sul mare.  I comuni che ricadono nel territorio sono: Tricarico, Stigliano, Oliveto Lucano, Accettura, Gorgoglione, Cirigliano.

### Flora e fauna
La tipologia ambientale della flora è caratterizzata da boschi (querce, conifere) e praterie estese. La tipologia faunistica è quella tipicamente dell'Appennino meridionale (falchi, poiane, cinghiali).

#### Il clima
È abbastanza rigido d'inverno e fresco d'estate, con una notevole escursione termica diurna. Le precipitazioni aumentano man mano che aumenta l'altitudine, e sono inquadrabili tra i 600 e gli 800 mm di pioggia annui. Nei mesi più freddi la neve ricopre per giorni le cime più alte, ma è molto frequente anche in quelle più basse.

### Economia
Si basa soprattutto sull'allevamento bovino e suino, la produzione di formaggi e salumi è molto sviluppata. Ma c'è anche una forma di turismo-ambientale.

## Media Collina
Ha un'altitudine che va dai 200 ai 600 metri; comprende i comuni di: Calciano, Garaguso, Grassano, Grottole, Miglionico, Salandra, Pomarico, Pisticci, Ferrandina, Irsina, Montescaglioso, Montalbano Jonico, Aliano, Craco, San Mauro Forte. 

### Flora e fauna
La tipologia ambientale qui presenta vaste colline spesso brulle e la presenza notevole di calanchi, mentre la vegetazione è compresa tra la macchia mediterranea e alcuni boschi di querce. La fauna è tipicamente mediterranea con ricci, istrici, e cinghiali.

#### Il clima
Il clima della media collina è caratterizzato da estati molto calde e secche e inverni che a seconda dell'altitudine variano tra freschi e freddi. Le escursioni termiche sono molto ampie, e spesso brutali: lo scarto può raggiungere i 25° in estate (da +40° a +15°) ed i 20° in inverno (da +15° a -5°). Le precipitazioni sono molto scarse intorno ai 200-300 metri s.l.m., mentre si fanno più consistenti intorno ai 500-600 metri.

### Economia
L'agricoltura è la principale attività con la produzione di vino e olio ma sono presenti anche vaste zone coltivate a grano; l'allevamento è più sviluppato nel campo ovino-caprino. Fiorente negli ultimi anni l'attività di allevamento di cavalli.